# Evynnis
Evynnis is een geslacht van straalvinnige vissen uit de familie van de zeebrasems (Sparidae).

## Soorten
Het geslacht bestaat uit 4 soorten:
- Evynnis cardinalis Lacépède, 1802
- Evynnis japonica Tanaka, 1931
- Evynnis mononematos Guan, Tang & Wu, 2012
- Evynnis tumifrons Temminck & Schlegel, 1843